# Girl's Day
Girl's Day (hangul: 걸스데이) är en sydkoreansk tjejgrupp bildad 2010 av Dream Tea Entertainment.
Gruppen består av de fyra medlemmarna Sojin, Yura, Minah och Hyeri.

## Medlemmar
| Artistnamn   | Artistnamn | Födelsenamn  | Födelsenamn | Födelsedatum    | Medlemstid |
| Romanisering | Hangul     | Romanisering | Hangul      | Födelsedatum    | Medlemstid |
| Nuvarande    | Nuvarande  | Nuvarande    | Nuvarande   | Nuvarande       | Nuvarande  |
| ------------ | ---------- | ------------ | ----------- | --------------- | ---------- |
| Sojin        | 소진       | Park So-jin  | 박소진      | 21 maj 1986     | 2010-idag  |
| Yura         | 유라       | Kim Ah-young | 김아영      | 6 november 1992 | 2010-idag  |
| Minah        | 민아       | Bang Min-ah  | 방민아      | 13 maj 1993     | 2010-idag  |
| Hyeri        | 혜리       | Lee Hye-ri   | 이혜리      | 9 juni 1994     | 2010-idag  |
| Tidigare     |            |              |             |                 |            |
| Jihae        | 지해       | Woo Ji-hae   | 우지해      | 14 maj 1989     | 2010-2012  |
| Jisun        | 지선       | Hwang Ji-sun | 황지선      | 17 oktober 1989 | 2010       |
| Jiin         | 지인       | Lee Ji-in    | 이지인      | 13 mars 1992    | 2010       |

## Diskografi

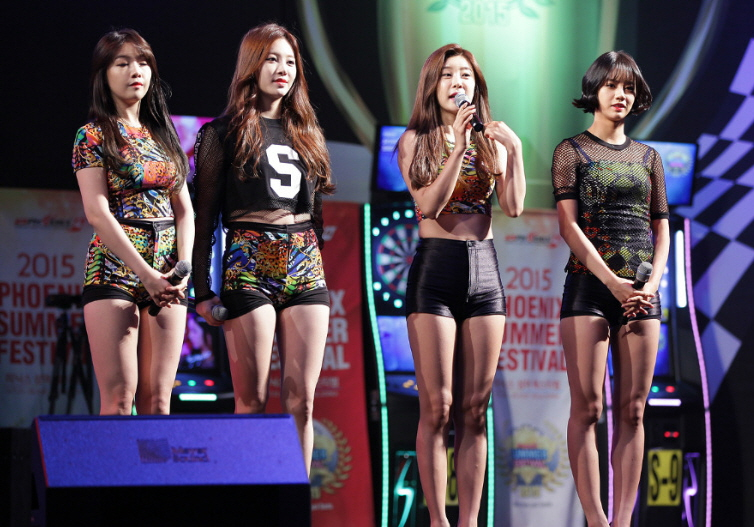
Girl's Day år 2015

### Album
| Albuminformation                                                      | Topplacering          |
| Albuminformation                                                      | Sydkorea (Gaon Chart) |
| --------------------------------------------------------------------- | --------------------- |
| Girl's Day Party #1 (EP-skiva) - Släppt: 9 juli 2010                  | 12                    |
| Everyday (EP-skiva) - Släppt: 6 juli 2011                             | 4                     |
| Everyday 2 (EP-skiva) - Släppt: 17 april 2012                         | 11                    |
| Expectation (Studioalbum) - Nyutgåva: Female President (24 juni 2013) | 4                     |
| Everyday 3 (EP-skiva) - Släppt: 3 januari 2014                        | 4                     |
| Everyday 4 (EP-skiva) - Släppt: 14 juli 2014                          | 3                     |
| I Miss You (EP-skiva) - Släppt: 15 oktober 2014                       | —                     |
| Love (Studioalbum) - Släppt: 6 juli 2015                              | 3                     |
| Everyday 5 (EP-skiva) - Släppt: 27 mars 2017                          | 5                     |

### Singlar
| År   | Titel                   | Topplacering          |
| År   | Titel                   | Sydkorea (Gaon Chart) |
| ---- | ----------------------- | --------------------- |
| 2010 | "Tilt My Head"          | 83                    |
| 2010 | "How About Me"          | 88                    |
| 2010 | "Nothing Lasts Forever" | 63                    |
| 2011 | "Twinkle Twinkle"       | 5                     |
| 2011 | "Hug Me Once"           | 15                    |
| 2011 | "Don't Flirt"           | 11                    |
| 2012 | "Oh! My God"            | 13                    |
| 2012 | "Blue Rain 2012"        | 21                    |
| 2012 | "Don't Forget Me"       | 14                    |
| 2013 | "White Day"             | 43                    |
| 2013 | "Expectation"           | 9                     |
| 2013 | "Female President"      | 5                     |
| 2013 | "Please Tell Me"        | 9                     |
| 2013 | "Let's Go"              | 49                    |
| 2014 | "Something"             | 2                     |
| 2014 | "Darling"               | 1                     |
| 2014 | "I Miss You"            | 4                     |
| 2015 | "Hello Bubble"          | 13                    |
| 2015 | "Ring My Bell"          | 2                     |
| 2017 | "I'll Be Yours"         | 3                     |